# (29114) 1981 EB34
A (29114) 1981 EB34 a Naprendszer kisbolygóövében található aszteroida. Schelte J. Bus fedezte fel 1981. március 1-jén.